# Sing-chaj (náměstí)

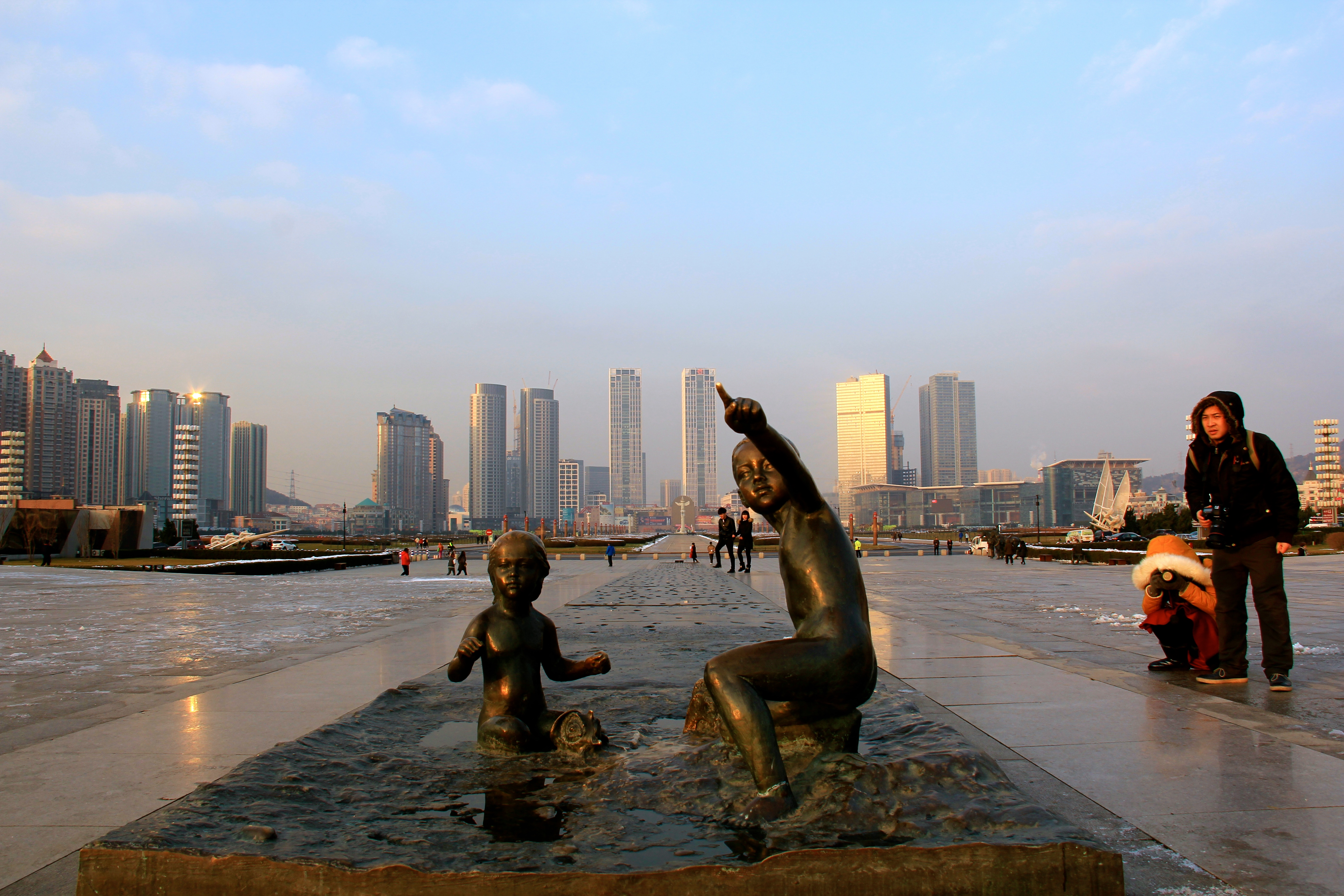
Pohled ze středu náměstí

Náměstí Sing-chaj (čínsky v českém přepisu Sing-chaj kuang-čchang, pchin-jinem Xīnghǎi Guǎngchǎng, znaky zjednodušené 星海广场, tradiční 星海廣場) je náměstí v Ta-lienu v provincii Liao-ning v Čínské lidové republice. S rozlohou zhruba 110 hektarů je považované za největší náměstí světa.
Postaveno bylo v roce 1998 u příležitosti stého výročí města. Na přelomu července a srpna na něm každoročně probíhá desetidenní mezinárodní pivní festival.